# Gare de plan type 1881

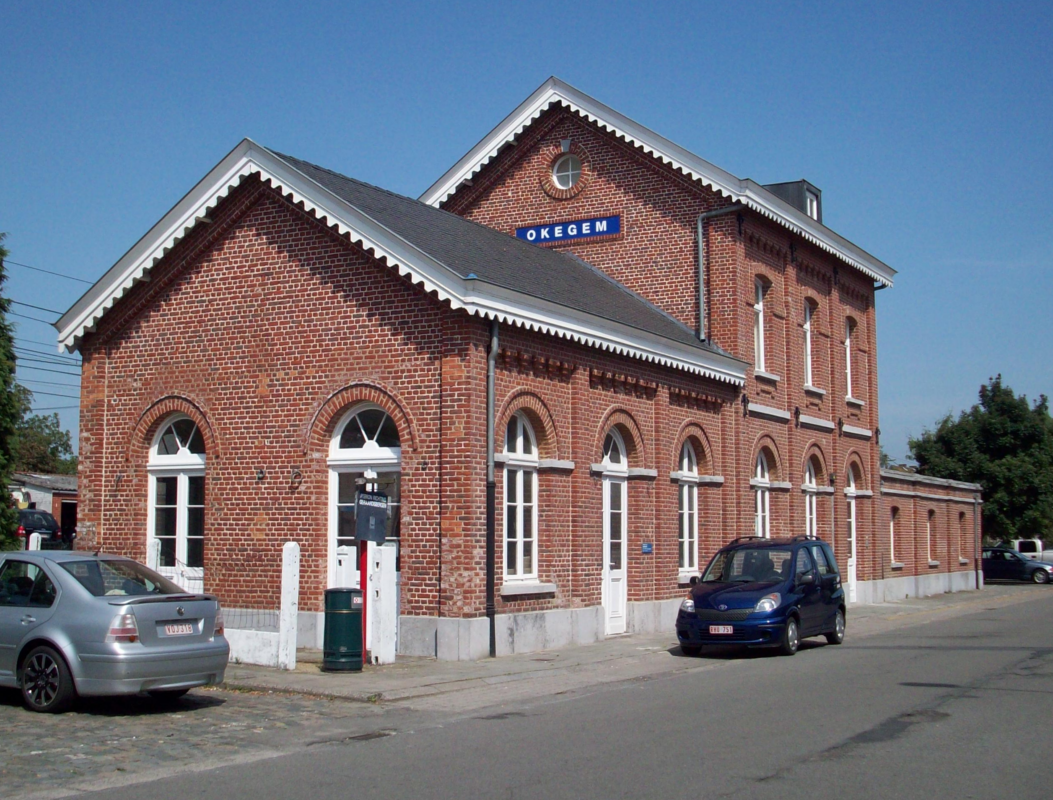
La gare d'Okegem, actuellement restaurée

Les gares de plan type 1881 sont un type de bâtiment des recettes construites dans les stations de faible ou moyenne importance par les Chemins de fer de l'État belge entre 1881 et la fin des années 1890. L’objectif de ce plan rationnel était de disposer, à moindre frais, de bâtiments de gares d’aspect et de disposition homogènes, simples à construire et adaptables aux besoins de la localité qu’ils desservaient. 84 de ces gares ont été construites sur tout le territoire de la Belgique et beaucoup d’entre-elles furent édifiées en remplacement de gares plus anciennes, souvent héritées des compagnies privées reprises par l’État.
Plusieurs variantes existaient et, à partir du milieu des années 1890, les Chemins de fer de l’État Belge construiront surtout des gares d’un plan fort proche mais sensiblement remanié, le plan type 1895.
En dehors de ces bâtiments standardisés, la construction de bâtiments uniques au style différent n’a pas pour autant cessé durant cette période, y compris pour des gares de petite taille, que ce soit pour des raisons d’esthétique ou en raison d’une configuration particulière.

## Genèse du projet
Dans les années 1880, l’administration des chemins de fer de l’État Belge, était propriétaire d’un grand nombre de gares à l’aspect disparate et un certain nombre de bâtiments, construits à une époque où les besoins étaient moins importants, nécessitaient d’être remplacés. À d’autres endroits, ce qui n’était qu’une simple halte sans bâtiment pouvait désormais prétendre au statut de gare et il y avait dans le pays plusieurs gares constituées d’un bâtiment provisoire qui n’était pas prévu pour durer. En outre, il restait quelques lignes à construire et des localités réclamant leur gare.

### Les premières gares standard

#### Les gares à pignons à redents
Entre 1862 et 1878, les chemins de fer de l'État belge construisirent un modèle standard, les gares à pignons à redents : un bâtiment symétrique et rectangulaire comportant entre quatre et sept travées, sans ailes, dont les pignons sont munis de redents. De telles gares seront érigées à de nombreux endroits sur le réseau de l’État belge et sur quelques lignes concédées au privé. Une deuxième variante, plus tardive, ajoute des ailes basses symétriques de chaque côté, en outre certaines de ces gares seront construites avec des pignons sans redents. La plupart de ces gares fut érigée sur des lignes déjà construites dans des villes et villages qui ne possédaient pas encore de bâtiment de gare en dur (les chemins de fer de l’État belge ont construit très peu de lignes nouvelles durant cette période). Quelques-unes (comme Hamoir) ont été bâties sur des lignes de compagnies privées rachetées par l’État belge tandis que quelques lignes construites pour l’État par des compagnies privées (ligne 39, 94, 122, 123...) reçurent de tels bâtiments.
Comme dans le cas des premières gares néoclassiques ainsi que les gares à pignons à redents étaient des gares symétriques séparant moins efficacement logement et voyageurs. Il était difficile de les agrandir sans dénaturer l’aspect du bâtiment, or la plupart de ces gares étaient désormais trop petites, il fallait donc les agrandir et dénaturer leur aspect initial et leur symétrie. La variante tardive corrige en partie ces problèmes mais la solution sera finalement de mettre au point un nouveau type de bâtiment non symétrique.

#### Le plan type 1873

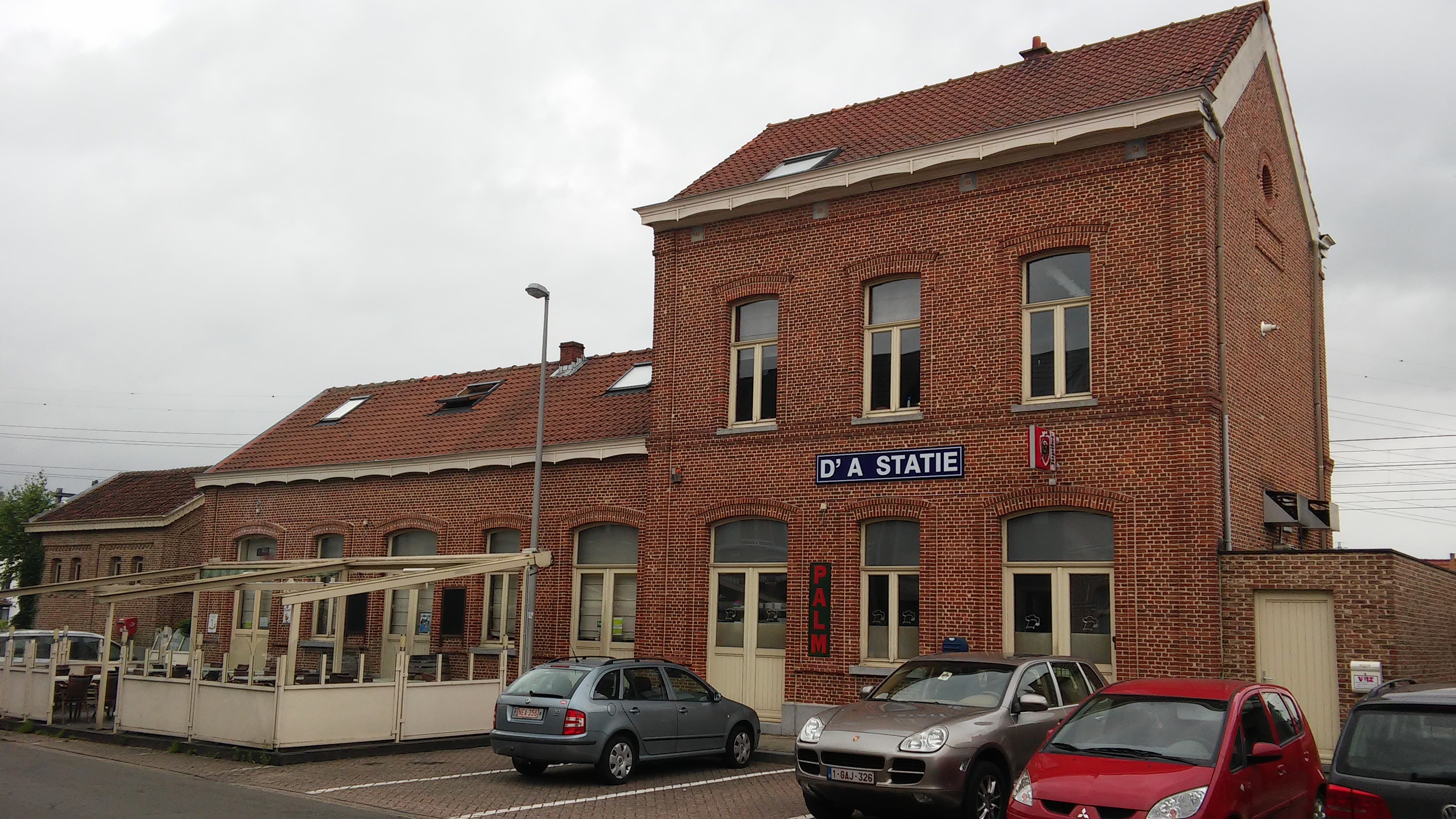
La gare de Niel de type 1873 et dépourvue d’annexe

Un plan rationnel fut adopté en 1873 pour la construction des gares sur les nouvelles lignes construites par des compagnies privées. L’État belge était alors en train de reprendre le contrôle sur les lignes des compagnies privées et avait revu ses directives quant à la construction de ses lignes. Désormais, il n’accordait en principe plus de concessions mais ferait construire les lignes nouvelles à prix fixe par des compagnies privées. Les gares à construire devaient toutes correspondre à un plan standard fourni par l’État.
Le plan de ces gares standards comprenait un corps central à étage de trois travées sous bâtière et une aile sans étage comportant entre trois et sept travées sous bâtière. Bien que n’étant pas prévue sur le plan standard, une annexe basse à toit plat de dimensions variables destinée au chef de gare et à sa famille sera généralement construite plus tardivement.
Elles seront dénommées gares de plan type 1873. En tout, 117 gares de cette famille seront construites dans tout le pays entre 1873 et 1890.
L’arrivée des gares standard de 1880 puis des premières gares plan type 1881 n’a pas empêché que la construction de telles gares se poursuive.
Ces types de gares étaient cantonnés aux lignes nouvelles et elles ne remplaçaient une gare plus ancienne sur une ligne déjà construite que dans des cas exceptionnels (Herseaux, Orroir...).
À l’inverse, beaucoup des gares correspondant aux directives de 1880 ou des types 1881 et 1895 remplaceront des gares ou haltes anciennes et seul un petit nombre sera construit sur des lignes en cours de réalisation.

#### Les directives de 1880
En 1880, la question du remplacement des gares anciennes se faisait de plus en plus pressante. Pour la construction des gares sur son réseau déjà existant, au lieu de reprendre le plan type 1873 qui avait parfois quelques lacunes, on donna des directives communes pour les gares de faible importance que les différents groupes allaient appliquer pour la construction de leurs gares. En revanche, chaque groupe choisissait librement les matériaux de construction, le style architectural, et certains détails variaient d’une gare à l'autre.
Les directives communes sont les suivantes :
- la construction principale (corps central) est à étage ;
- l’étage est réservé au logement du chef de gare ;
- le rez-de-chaussée du corps central comporte un guichet, des bureaux et une partie du logement du chef de gare ;
- une aile basse, normalement à toit plat, contient la partie restante du logement de fonction et une petite cour ; Cette aile était absente des plans des gares type 1873 mais leur sera ajoutée par nécessité ;
- une autre aile, sous bâtière, dont la longueur varie, sert de salle d’attente et contient parfois un magasin pour les colis.

Le résultat donne une gare asymétrique en trois parties avec une séparation marquée entre les fonctions de service et l’accueil des voyageurs. Certaines gares importantes disposaient d’une salle d’attente séparée réservée aux voyageurs de première ou seconde classe.
L’avantage de ces directives est qu’elle permet une multiplicité de styles architecturaux qui peuvent tenir compte de l’architecture locale.
Chaque groupe construira plusieurs gares avant l'avènement des gares standard plan type 1881 :
- le groupe d’Arlon construira cinq gares sur la partie sud de la ligne 162 en remplacement de gares de la Grande Compagnie du Luxembourg ;
- le groupe de Bruxelles-Nord dota neuf de ses arrêts de gares en dur sur plusieurs de ses lignes.
- les groupes de Gand et de Tournai construiront le même modèle de gare, le groupe de tournai en édifiant deux sur la Ligne 86 (Frasnes-lez-Anvaing et Leupegem) et celui de Gand créant une nouvelle gare à Schoonaarde ;
- le groupe de Liège construisit deux gares à Bierset-Awans et à Rémicourt ;
- le groupe de Namur poursuivra la construction de ses propres types de gares et de haltes jusqu’en 1899 et construisit une quinzaine de gares et de haltes aux caractéristiques proches. Quatre autres gares hors de cette zone reproduiront des modèles de la zone de Namur.

Le groupe de Bruxelles-Midi édifiera quatre gares à Familleureux, Godarville, Marchienne-Est et Seneffe tandis que le groupe de Binche reprit ces plans pour la gare de La Croyère. Ces gares seront rapidement adoptées comme modèle standard et sont les premières du plan type 1881.

## La gare plan type 1881
Pour rationaliser davantage le plan des gares et donner un aspect uniforme au réseau, les Chemins de fer de l’État Belge choisirent comme modèle standard les gares du groupe de Bruxelles-Midi et reprendront le principe du Plan type 1873 pour la possibilité d’agrandir la gare selon les besoins en élargissant uniquement l’aile basse sous bâtière.
Les gares de Familleureux, Godarville, Marchienne-Est, Seneffe et La Croyère furent les premières de ce plan à être construites (celle de La Croyère fut par la suite retransformée en gare de plan type 1895 et existe toujours). Seule différence de taille : les gares suivantes seront pour la plupart de taille plus réduite avec trois travées dans l’aile sous bâtière.

### Caractéristiques de la façade

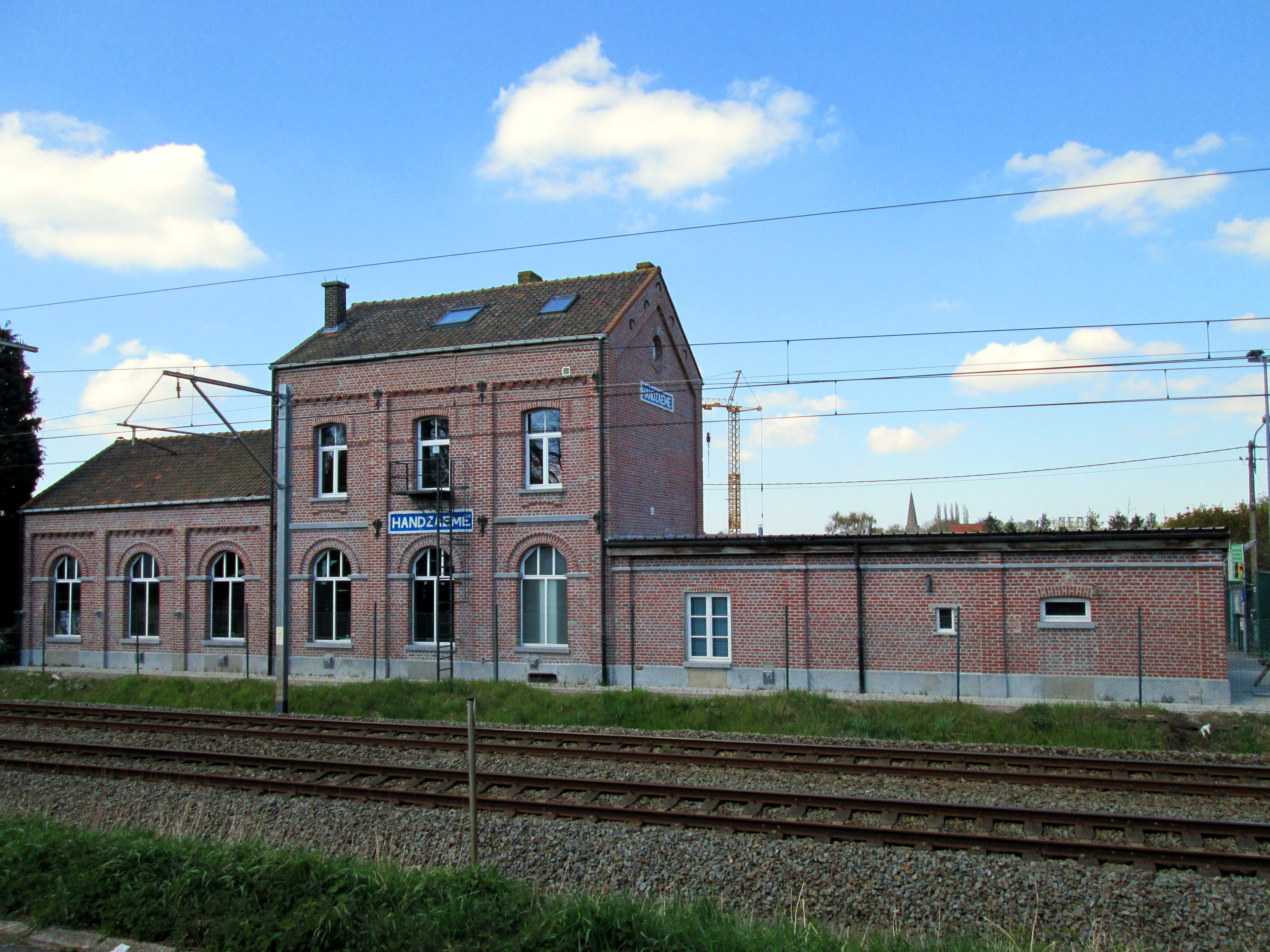
La gare de Handzame vue de profil. Elle a perdu ses portes donnant sur la voie lors de sa rénovation

Le bâtiment est intégralement construit en briques et comporte trois parties :
- un corps central à trois travées de deux niveaux sous bâtière ;
- une aile d'un niveau sous bâtière ;
- une aile basse à toit plat.

Les façades des deux parties sous bâtière sont pourvues de lésènes qui rejoignent au sommet une frise à denticules en brique et sont agrémentés d’ancres à chaque étage. Un bandeau de pierre, interrompu par les lésènes, souligne la séparation des étages tandis que la pierre est également employée pour souligner la naissance des arcs qui surplombent les ouvertures du rez-de-chaussée.
Les arcs du rez-de-chaussée des parties sous bâtière sont en plein cintre tandis que ceux du premier étage et de l'aile à toit plat sont des arcs bombés. Certaines gares avaient leur nom dans un cadre côté voies à la hauteur des allèges des fenêtres de l’étage.
Le pignon du corps central est marqué de ressauts de brique et est percé en son sommet par un oculus à clé en pierre. Cet oculus surplombe le nom de la gare placé dans un cadre de brique. Le mur du pignon de l’aile sous bâtière est généralement aveugle.
Le toit, en tuiles, était constitué d’une toiture légèrement débordante reposant sur des consoles. Les rives et les corniches, en bois, ont un motif en dents-de-scie.

### L'intérieur
La porte du corps central côté rue occupe toujours une des travées extrêmes et se trouve toujours à côté de l’aile à toit plat. Cette porte est réservée au chef de gare et donne sur le corridor du logement de fonction et à un escalier qui mène aux chambres du premier étage. La salle de séjour se trouve au rez-de-chaussée et possède une fenêtre donnant sur le quai. Le reste du rez-de-chaussée est occupé par le bureau et le guichet et la porte de la travée centrale côté voies permet au personnel d’y accéder.
L’aile sous bâtière contient la salle d’attente qui occupe deux travées tandis que le reste est utilisé pour les marchandises ou les bagages. Cette aile peut contenir entre trois et sept travées selon les besoins.
La seconde travée donne accès à la salle d’attente qui mélange les trois classes (sauf exception).
L’aile à toit plat contient la cuisine et la buanderie du logement de fonction, une cour et les toilettes. Tout au bout de cette aile se trouvent les toilettes des voyageurs. La répartition des divers éléments de cette aile fluctue selon les gares.

## Évolution ultérieure
La gare d'Haversin, construite en 1887, possède des éléments stylistiques du type 1881 et semble être une gare hybride entre le type 1881 et le type 1873. La forme du corps central et la plupart des ornements sont clairement du type 1873 tandis que les baies du rez-de-chaussée sont à arcs en plein cintre avec bandeau de pierre typique du type 1881.
Les caractéristiques stylistiques mises au point pour les gares type 1881 seront maintenues pour d’autres gares secondaires construites par après.
Le plan type 1895 est l’évolution directe du plan type 1881 mais supprime l’aile basse au profit d’une aile sous bâtière à mansarde et les fonctions de l’aile basse seront reprises par cette aile ou par des annexes séparées (notamment les toilettes). Il emploie toujours la brique rouge par défaut mais autorise davantage de libertés (emploi de brique jaune ou motifs mélangeant plusieurs couleurs de brique). Quelques gares type 1881 seront encore construites après 1895, notamment sur la dernière portion de l'Athus-Meuse (entre 1898 et 1900).

En plus de ces deux types de gares, quelques gares à un seul étage dérivées de ce plan seront également construites. 

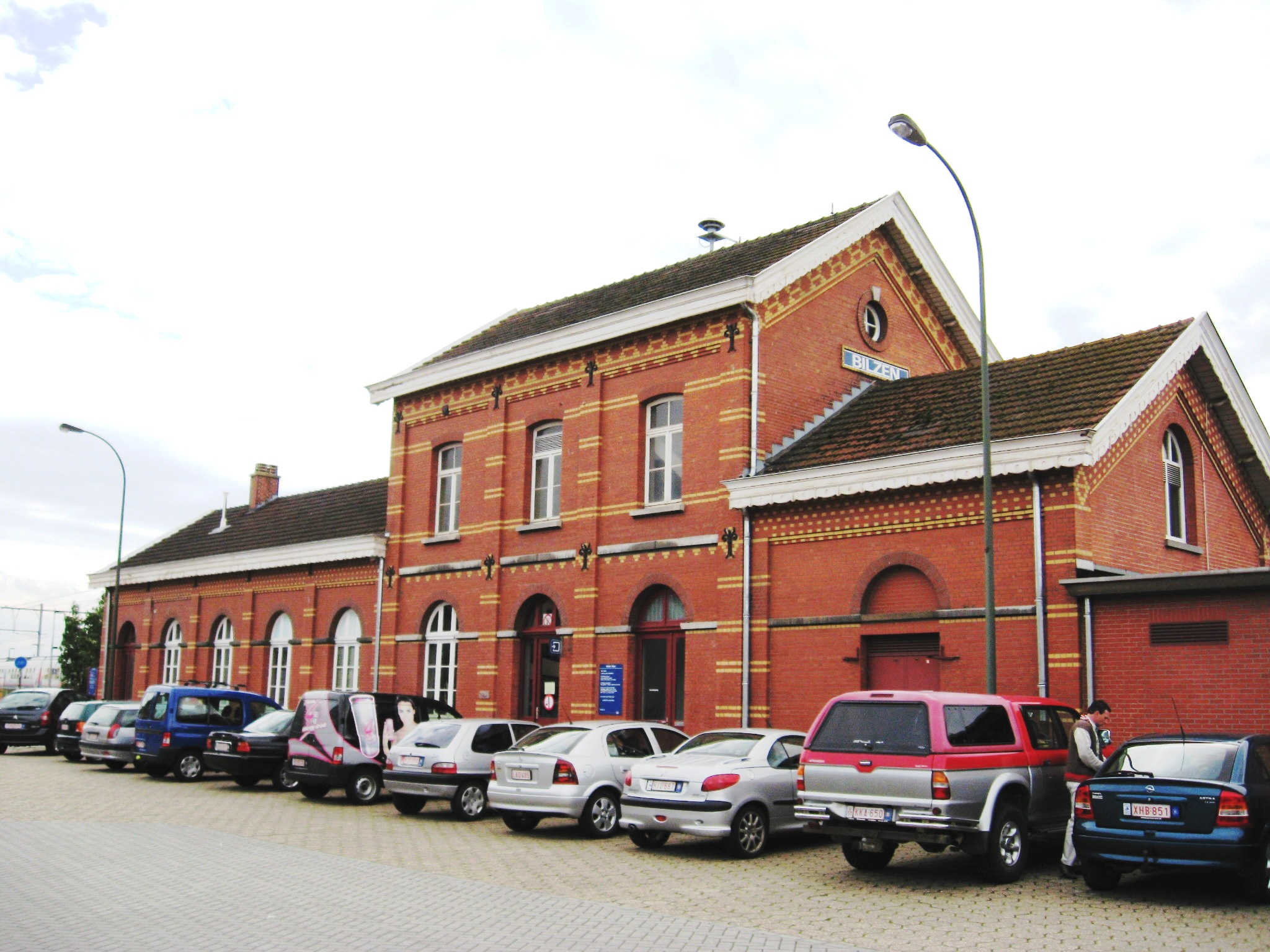
Une gare de type 1895 à Bilzen avec ses deux ailes sous bâtière qui la distinguent du plan type 1881
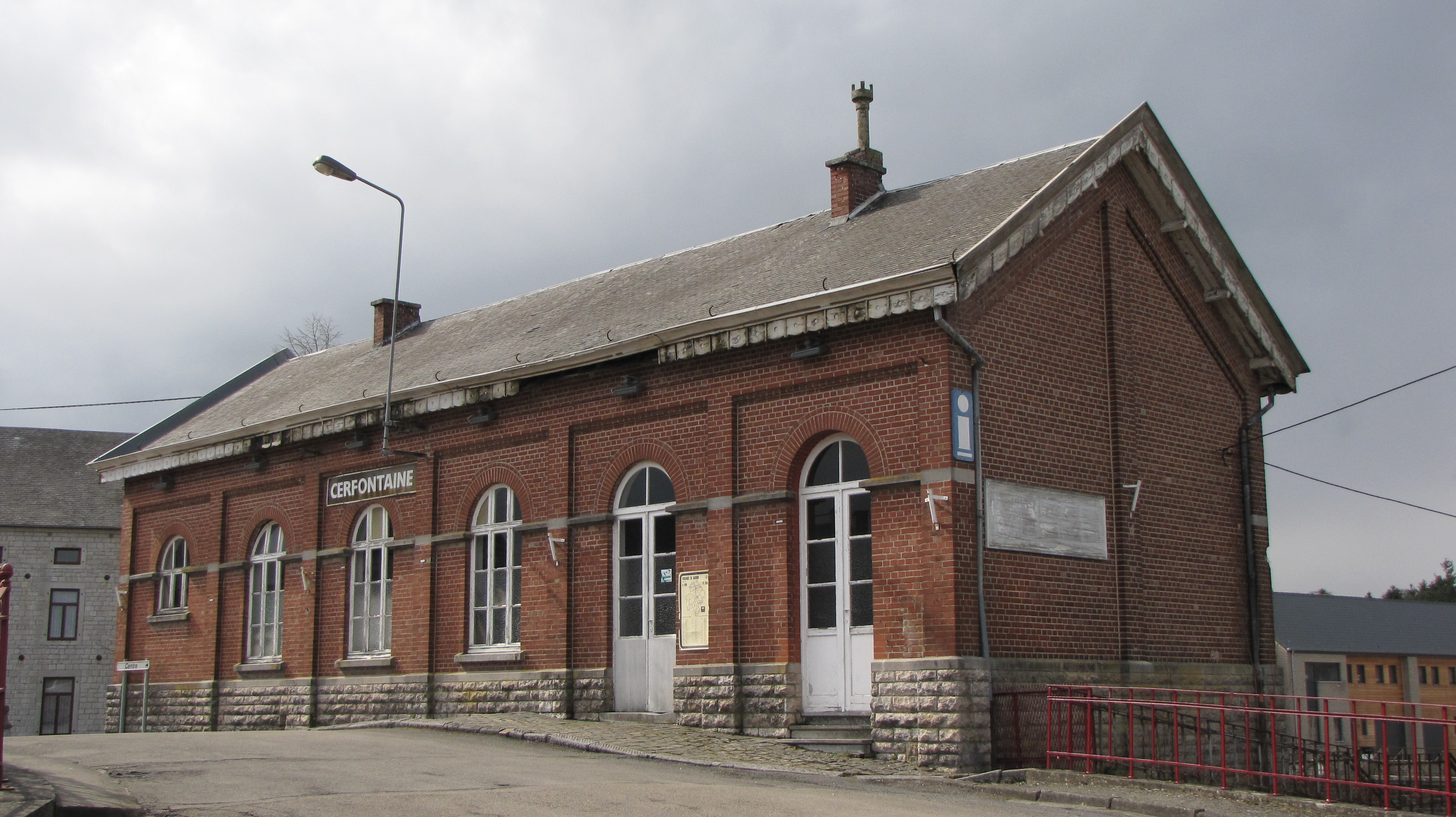
La Gare de Cerfontaine de la variante sans étage de ces gares standards.
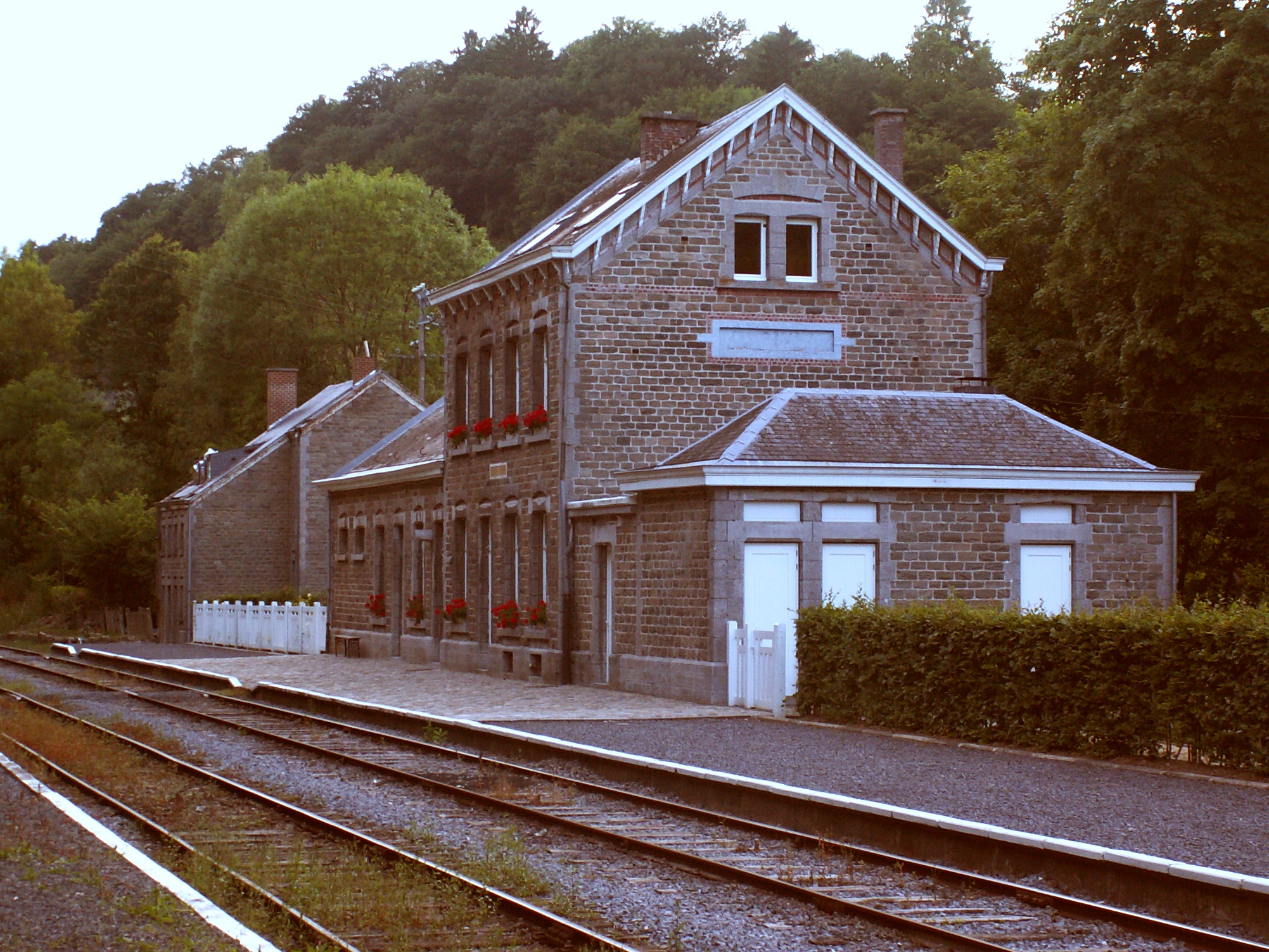
Une halte de type 1893 à Dorinne-Durnal. Selon les localités, elles employaient la brique ou la pierre de diverses couleurs.

### Les haltes
Dans les années 1890, les Chemins de fer de l’État belge décideront de doter les haltes du réseau de bâtiments permanents plus grands et établiront pour ces dernières un nouveau plan standard, plus dépouillé, plus petit et sans points communs directs avec les gares de type 1873 ou 1881.

## Variantes du plan type 1881
Plusieurs variantes ont été réalisées selon les besoins de la localité desservie et en fonction de la place disponible ou de la disposition des lieux. Mis à part la gare de Fontaine-l’Évêque, la disposition du corps central et de l’aile basse était toujours identique et les ailes avaient la même largeur que le corps central.
Les gares à quatre ou cinq travées paraissent plus grandes que celles à trois travées mais il faut prendre en compte que les travées supplémentaires compensent parfois l'absence de halle à marchandises. Dans les faits, un grand nombre de petites gares à trois travées possédaient une halle à marchandises.

### Liste des variantes et des gares concernées

#### Variante à trois travées à droite

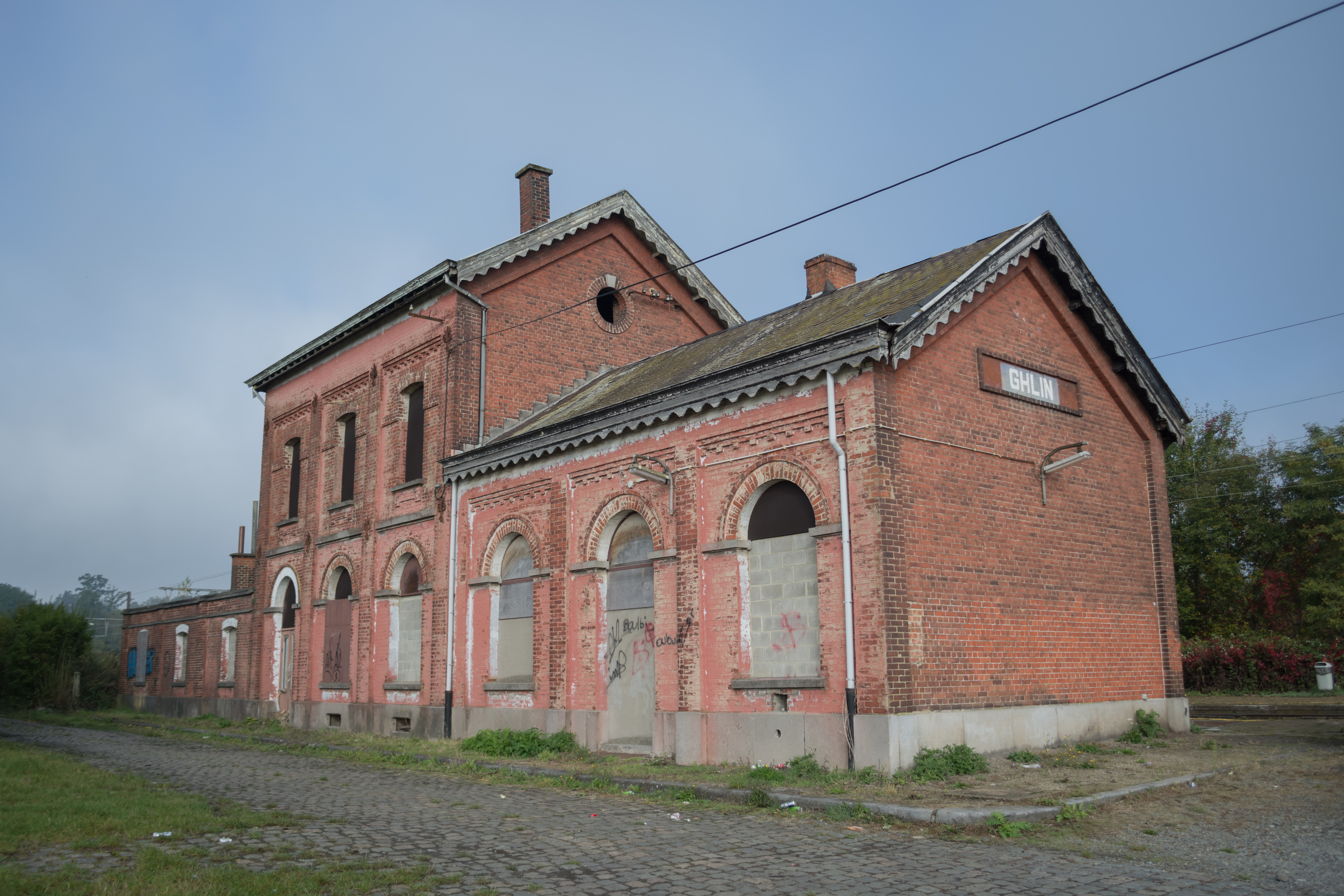
La gare de Ghlin représente cette variante fort répandue

Cette variante comportait une aile de trois travées sous bâtière disposée à droite, vu depuis le côté rue. L’accès des voyageurs se fait, côté rue, par la travée médiane de cette aile.
C’était la variante la plus commune du plan type 1881 et elle a concerné pas moins de 36 gares.
- Anseremme[11]. Construite en 1896 sur la Ligne 166. La gare est devenue un simple point d’arrêt et le bâtiment, abandonné, a été démoli en 2014[11].
- Anvaing[12] sur une portion désormais fermée de la Ligne 86. Désormais démolie.
- Ardooie-Koolskamp sur la Ligne 73[13]. Construite en 1895 et fermée en 1984. Le bâtiment, classé, était inhabité[14] mais vient d'être restauré. À cette occasion, l'aile de service a été surélevée et coiffée d’une bâtière[13].
- Aye[15] sur la Ligne 162. La gare est devenue un simple point d’arrêt et le bâtiment a été démoli.
- Basècles-Carrières sur la Ligne 78[16]. Fermée en 1993. Le bâtiment a été démoli.
- Belœil sur la Ligne 81[17]. Fermée en 1960 et transformée en habitation[18].
- Boezinge sur la Ligne 63[19]. Détruite pendant la Première Guerre mondiale et remplacée par une autre gare[19].
- Bousval[20] sur la Ligne 141[21]. Fermée en 1953[21] et désormais démolie.
- Bovigny sur la Ligne 42[21]. Fermée et démolie.
- Desselgem sur la Ligne 75« Les gares belges d'autrefois. La gare de Desselgem. Guy Demeulder. », sur garesbelges.be (consulté le 1er novembre 2018). Fermée et démolie.
- Etikhove sur la Ligne 86[22]. Fermée en 1984 et classée[23], elle est convertie en logements[22].
- Gendron-Celles[24]. Construite en 1896 sur la Ligne 166. La gare est devenue un simple point d’arrêt et le bâtiment démoli (sauf une petite annexe) dans les années 2000[25].
- Ghlin sur la Ligne 96. La gare est devenue un simple point d’arrêt et le bâtiment est à l’abandon[26].
- Grand-Leez-Thorembais[27] sur la Ligne 147[28]. Fermée en 1961, la gare fut transformée en habitation, et est classée[29].
- Grimde sur la Ligne 23[30]. Fermée aux voyageurs en 1958 et aux marchandises 30 ans plus tard. Le bâtiment est préservé[31].
- Handzame. Construite en 1894 sur la Ligne 73 et fermée en 1981, elle est désormais utilisée comme maison de jeunes[32]. La gare de Moere sur la Ligne 62

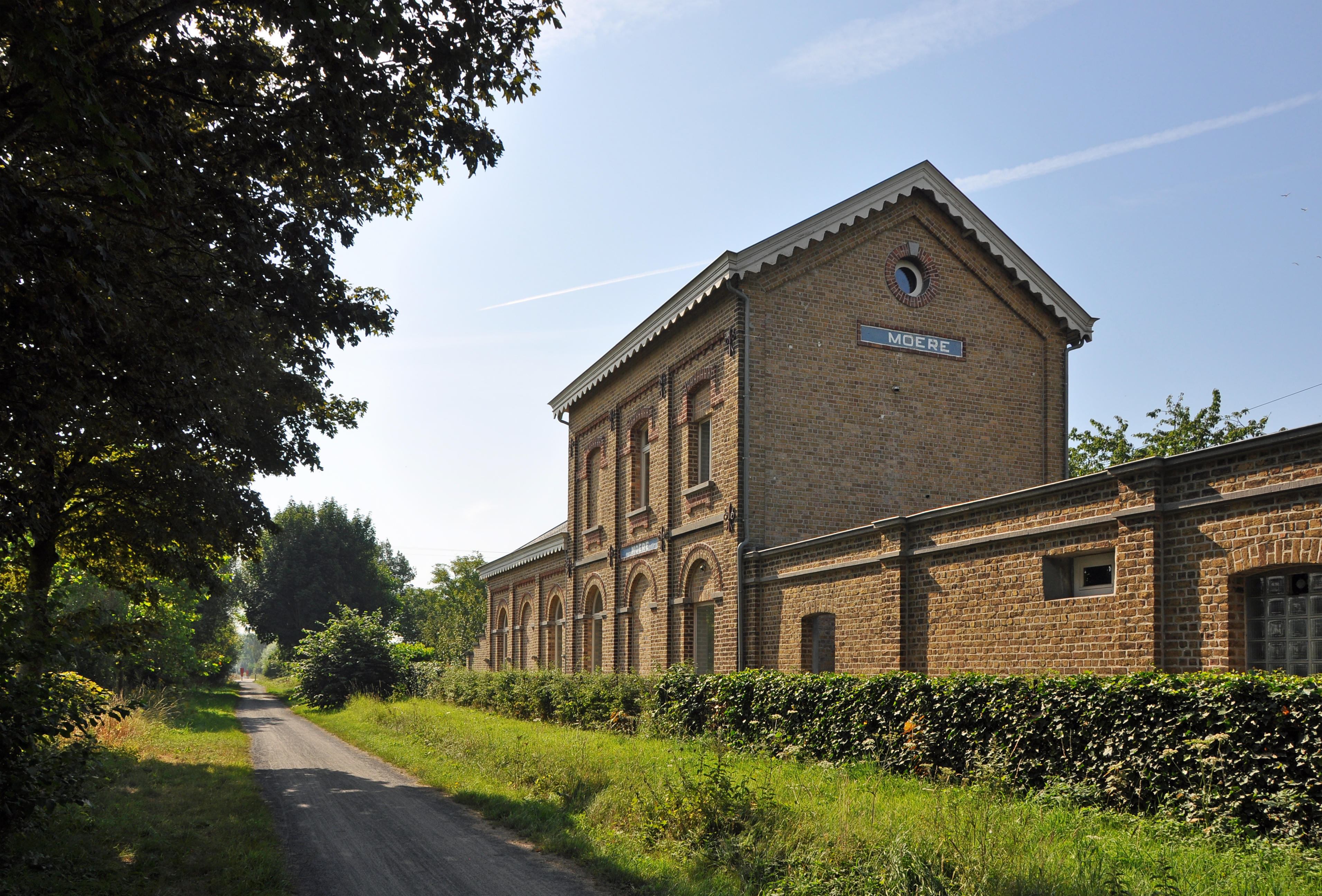
La gare de Moere sur la Ligne 62

- Hautrage-État[33] sur la Ligne 78[34]. Fermée en 1994 et démolie.
- Hoegaarden sur la Ligne 142[35]. Fermée en 1960 et démolie[36].
- Huppaye sur la Ligne 142. Fermée en 1962[37] et reconvertie en habitation[38].
- Ichtegem sur la Ligne 62[39]. Fermée en 1963 et démolie.
- Ladeuze sur la Ligne 81[40]. Fermée en 1960 et démolie.
- Lambusart sur la Ligne 147[41]. Fermée dans les années 1960 et démolie.
- Machelen sur la ligne 75[42]. Endommagée durant la Première guerre mondiale et réparée[43]. Fermée en 1978 et démolie[44].
- Maffle sur la Ligne 90[45]. La gare est devenue un simple point d’arrêt et le bâtiment a été démoli.
- Masnuy-Saint-Pierre sur la Ligne 96[46]. La gare est devenue un simple point d’arrêt et le bâtiment a été démoli.
- Moere[18]. Construite en 1893 sur la Ligne 62 et fermée en 1963, la gare existe toujours comme bed & breakfast et est classée[18]
- Naninne[47], construite vers 1890 sur la Ligne 162[48]. Seule gare type 1881 ou 1895 construite sur la ligne du Luxembourg, son aile de service a été agrandie au fil du temps. La gare a depuis perdu ses guichets mais la partie technique est encore utilisée.
- Noirhat[20] sur la Ligne 141. Fermée aux voyageurs en 1953[49] et démolie par après.
- Orp sur la Ligne 147[50]. Fermée dans les années 1960, la gare existe toujours et accueille une agence du Crédit Agricole[50].
- Silly sur la Ligne 94[51]. Fermée et démolie en 1985 lors du changement de tracé de la ligne[51].
- Petegem sur la Ligne 89[52]. Fermée en 1984 et démolie.
- Pittem[53] sur la Ligne 73. Fermée en 1984 et démolie après plusieurs années[54].
- Tielen sur la Ligne 29[55]. Fermée en 1959[56], la gare a rouvert en 1970 comme une simple halte. Le bâtiment abandonné a été restauré et est devenu une maison et une sandwicherie occupe la salle d’attente[56]. Il est désormais classé[57].
- Vedrin sur la Ligne 142. Fermée en 1962, elle est désormais reconvertie en habitation[58].
- Viane-Moerbeke sur la Ligne 123[59]. Elle a perdu un étage et son aile à toit plat au cours du XXe siècle et ses guichets ont fermé en 2013[59].
- Vonêche. Construite en 1899 sur la Ligne 166[60], elle ferme en 1994 et est démolie quelques années après[61].
- Wichelen sur la Ligne 53[62]. Elle ferme en 1957 et est démolie dix ans plus tard[63]. L’arrêt a rouvert en 1970 et est maintenant une simple halte.

#### Variante à trois travées à gauche

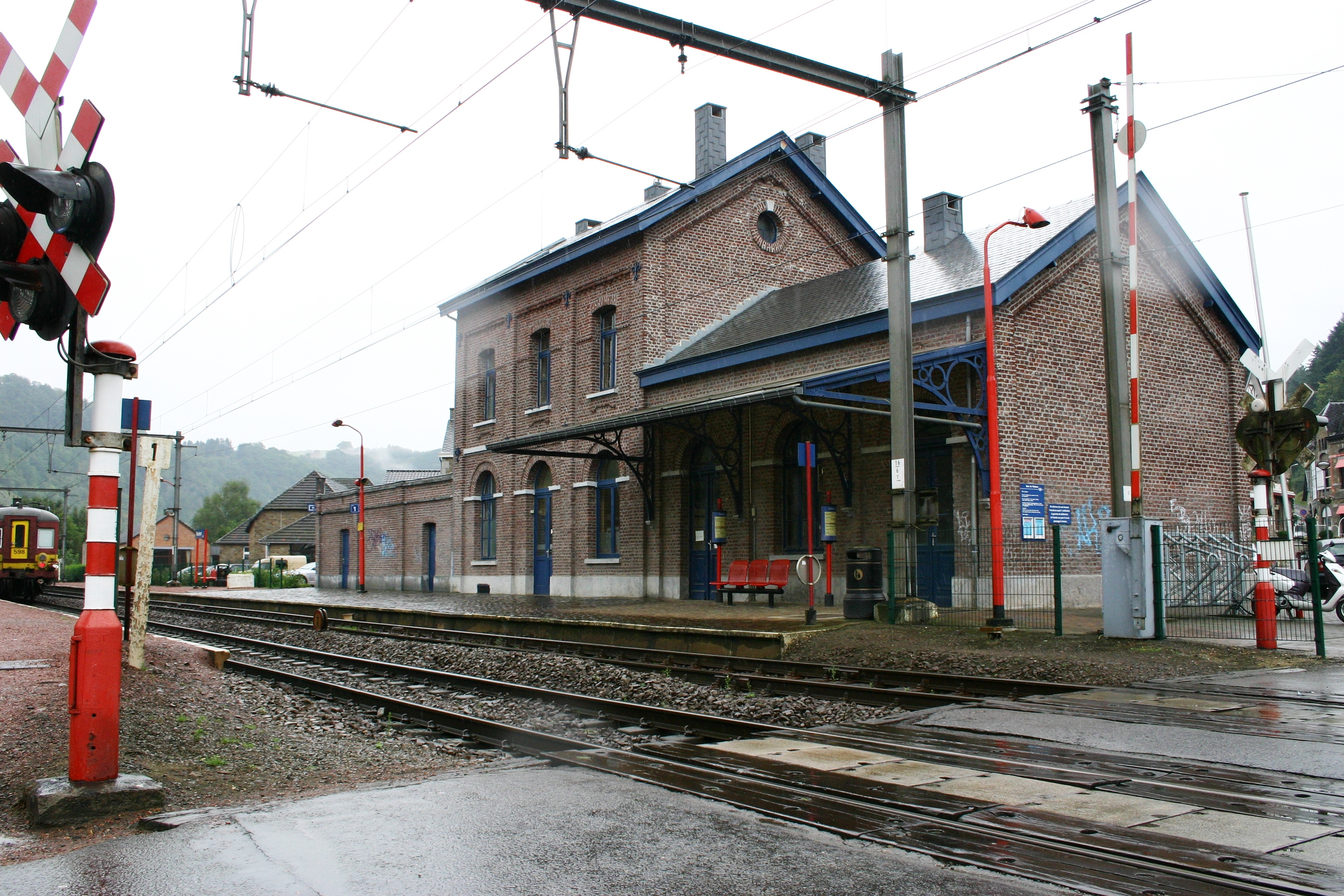
La gare de Poulseur, toujours en fonction

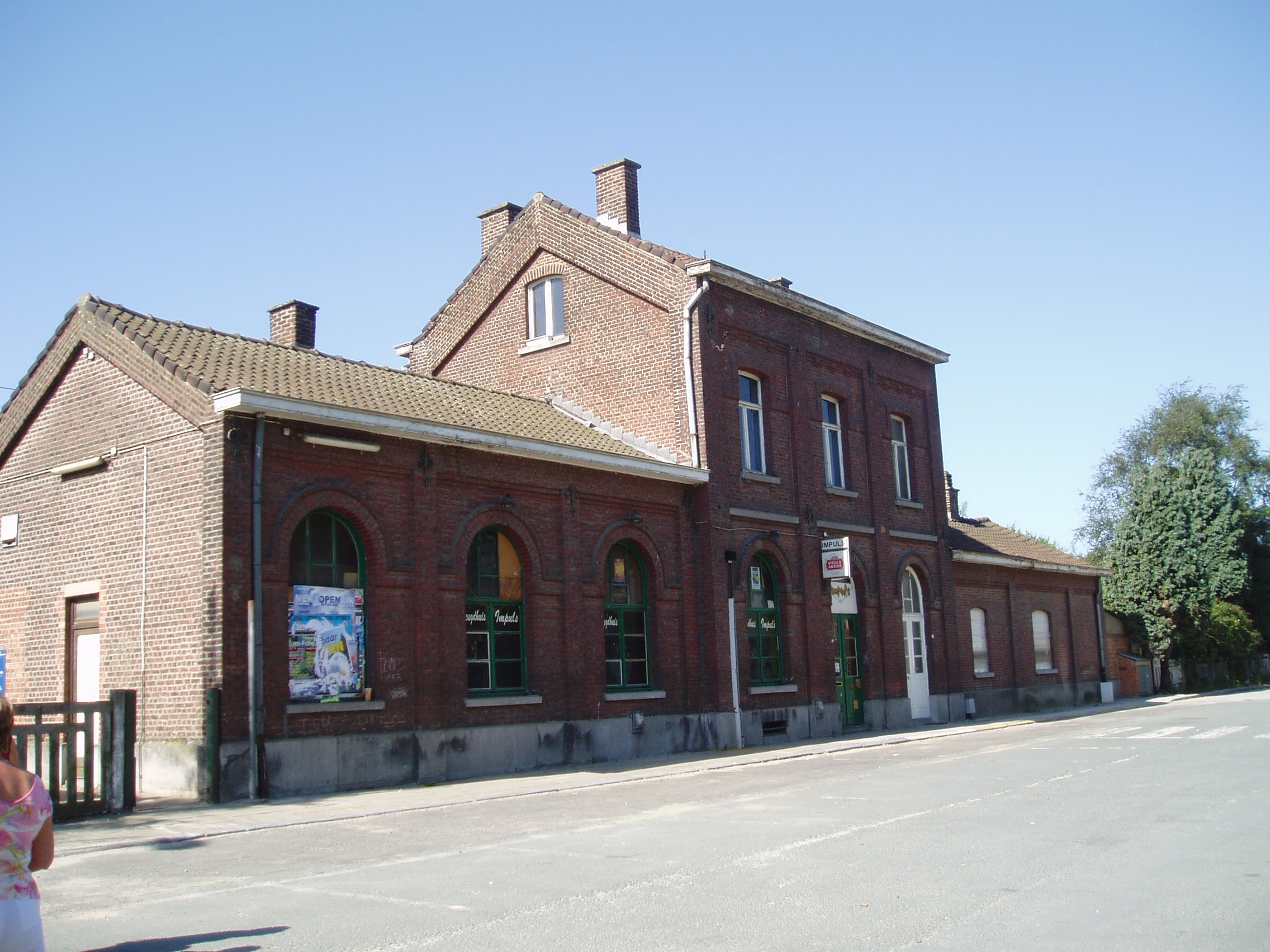
La gare de Wijgmaal, qui porte les traces de plusieurs transformations

Une aile de trois travées sous bâtière disposée à gauche. Accès des voyageurs par la travée médiane de cette aile.
La gare de Wijgmaal différait des autres gares et avait à ses débuts un second étage à l’aile sous bâtière plus bas de quelques centimètres que le corps central. Cet étage a par la suite été démoli, lui donnant un aspect identique aux autres gares type 1881. Les détails des ornements ne sont pas tous visibles sur les cartes postales de l’époque mais on distingue en revanche un report de l’oculus et du nom de la gare sur le pignon de cette aile à deux étages.
Ce modèle, fort répandu, a été utilisé pour la construction de 25 gares
- Barse sur la Ligne 126[66]. La gare existe toujours et est devenue un gîte[67].
- Beert-Bellingen sur la Ligne 94[68]. Le bâtiment n'existe plus et l’arrêt a été supprimé.
- Bellem sur la Ligne 50A[69]. Construite en 1895, elle est devenue un simple point d’arrêt et le bâtiment fut démoli dans les années 1970.
- Brugelette sur la Ligne 90[70]. Démolie dans les années 1970 au profit d’un nouveau bâtiment[71].
- Dudzele sur la Ligne 51[72]. La gare a été supprimée en 1957 et le bâtiment a été démoli. Le site, déjà méconnaissable depuis la construction de la ligne 51B, vient d'être totalement remblayé pour le prolongement de l'autoroute A11. À cette occasion, la maison de garde-barrière, qui avait survécu, fut à son tour détruite.
- Eernegem sur la Ligne 62[73]. La gare a été démolie en 1971[73].
- Espierres-Helchin sur la Ligne 83[74]. Démolie après la fermeture de la ligne.
- Gistel sur la Ligne 62[75]. La gare a été démolie après sa fermeture en 1963.
- Grandglise sur la Ligne 81[76]. La gare existe toujours et est devenue une habitation privée[76].
- Jabbeke sur la Ligne 50A[77]. Fermée par étapes entre 1984 et 1993, la gare existe toujours et est classée[78]
- Jauche sur la Ligne 147[79]. La gare existe toujours et est devenue un restaurant-traiteur[79].
- Jesseren sur la Ligne 23[80]. Après la fermeture de la ligne en 1957, la gare est devenue un café puis une habitation et elle est classée[81]
- Kwatrecht sur la Ligne 50. Démolie en 1938 au profit d’une nouvelle gare[82].
- Lens sur la ligne 90[83]. La gare est devenue un simple point d’arrêt et le bâtiment a été démoli.
- Lincent sur la Ligne 147[84]. La gare existe toujours, convertie en habitations[84].
- Mévergnies-Attre sur la Ligne 90. La gare est devenue un simple point d’arrêt et le bâtiment a été démoli
- Mignault sur la Ligne 107[85]. La gare a été démolie[86].
- Neerwinden sur la Ligne 36. La gare est devenue un simple point d’arrêt et le bâtiment a été démoli après avoir perdu son aile à toit plat[87].
- Okegem[88] construite en 1895 sur la Ligne 90. Les guichets sont fermés mais la gare est toujours desservie. Le bâtiment est classé[89]
- Pondrôme sur la Ligne 166. La gare a fermé en 1993 et est occupée par un café[90]. La gare de Neerwinden, désormais démolie

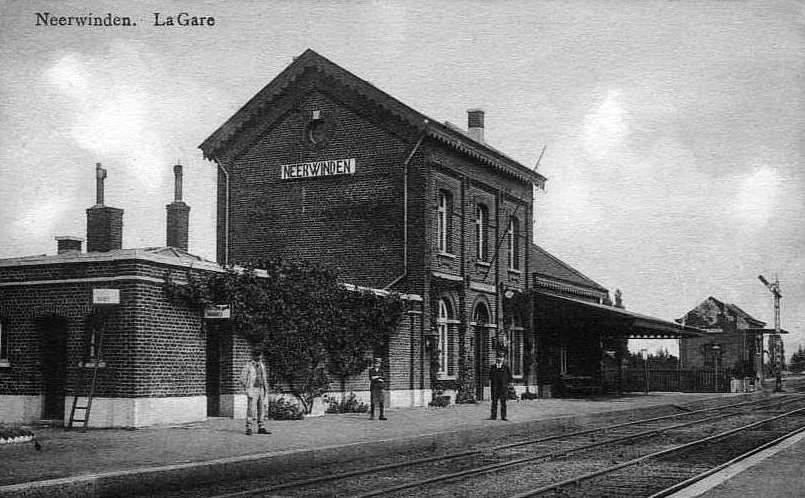
La gare de Neerwinden, désormais démolie

- Poulseur construite en 1891 sur la Ligne 43[91]. La gare est occupée par une épicerie et est toujours desservie[92].
- Snaaskerke[93] sur la Ligne 62. La gare a été démolie après la fermeture de la ligne.
- Stambruges sur la Ligne 81[94]. Le bâtiment a été restauré et est devenu une habitation[95],[96].
- Wijgmaal sur la Ligne 53[65]. Après la fermeture du guichet, le bâtiment a été abandonné et est désormais en cours de restauration[97],[98].
- Zuienkerke sur la ligne 51[99]. La gare a fermé en 1957 et a été démolie en 1969[100].

#### Variante à quatre travées à droite

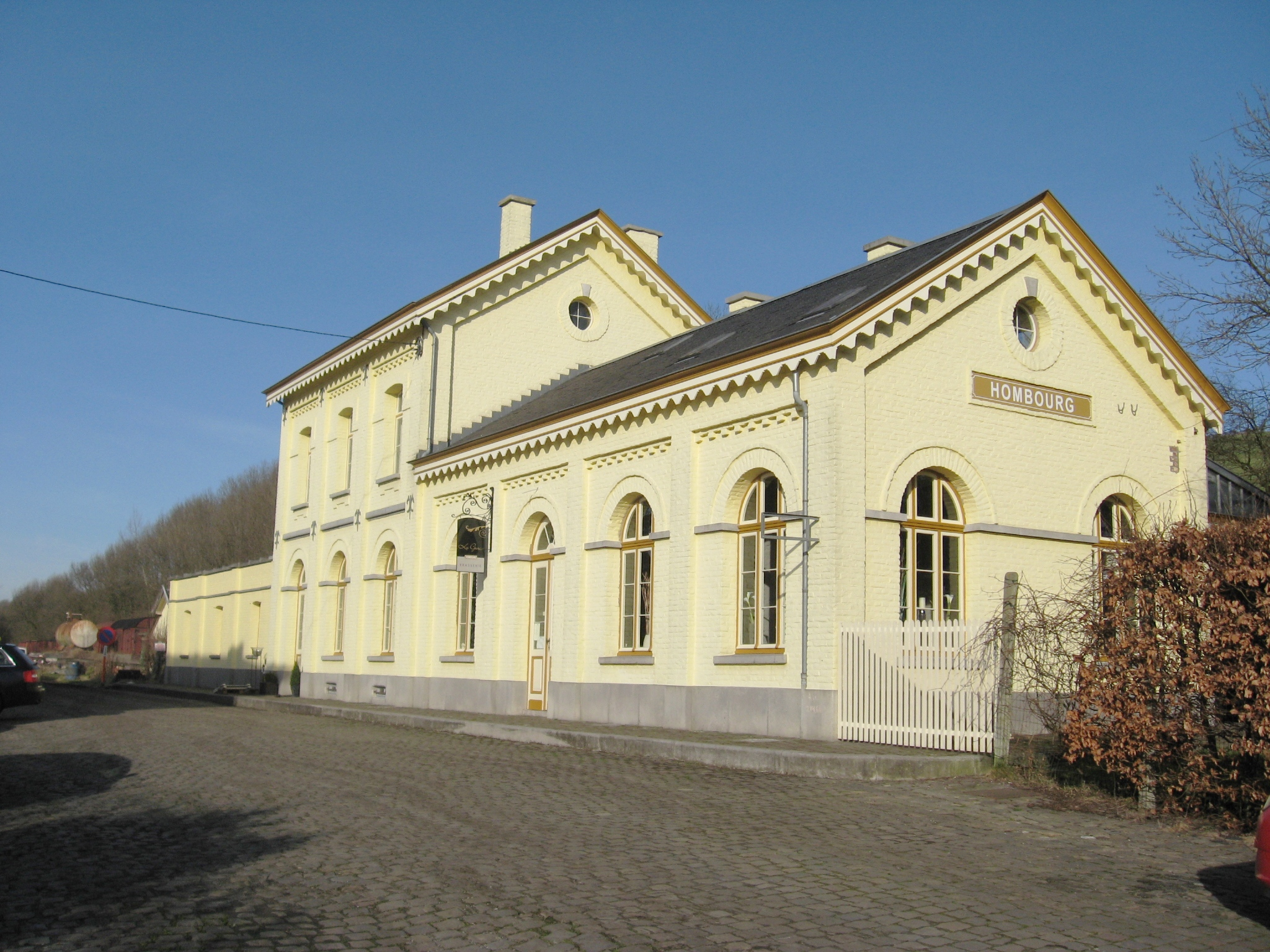
La gare de Hombourg et son aile à quatre travées

Trois gares légèrement plus grandes avec l’aile sous bâtière possédant quatre travées. La gare de Hombourg possède une entrée au niveau de la seconde travée en partant du corps central tandis que celles de Stave et Wiesme possèdent une seconde entrée au niveau de la dernière travée qui desservait peut-être le magasin.
- Hombourg sur la Ligne 38[102]. Fermée en 1962 et convertie en gîte entourée d’une collection de matériel ferroviaire historique[103].
- Stave sur la Ligne 136A. Ouverte en 1895, elle ferme aux voyageurs en 1962 et la ligne disparaît dans les années 1980. La gare existe toujours et est devenue une habitation[104].
- Wiesme sur la Ligne 166. Désormais fermée aux voyageurs, la gare existe toujours et est utilisée comme habitation[105].

#### Variante à cinq travées à droite
Neuf gares avec l’aile sous bâtière possédant cinq travées à droite du corps central. Deux entrées de part et d’autre de la travée médiane de cette aile.

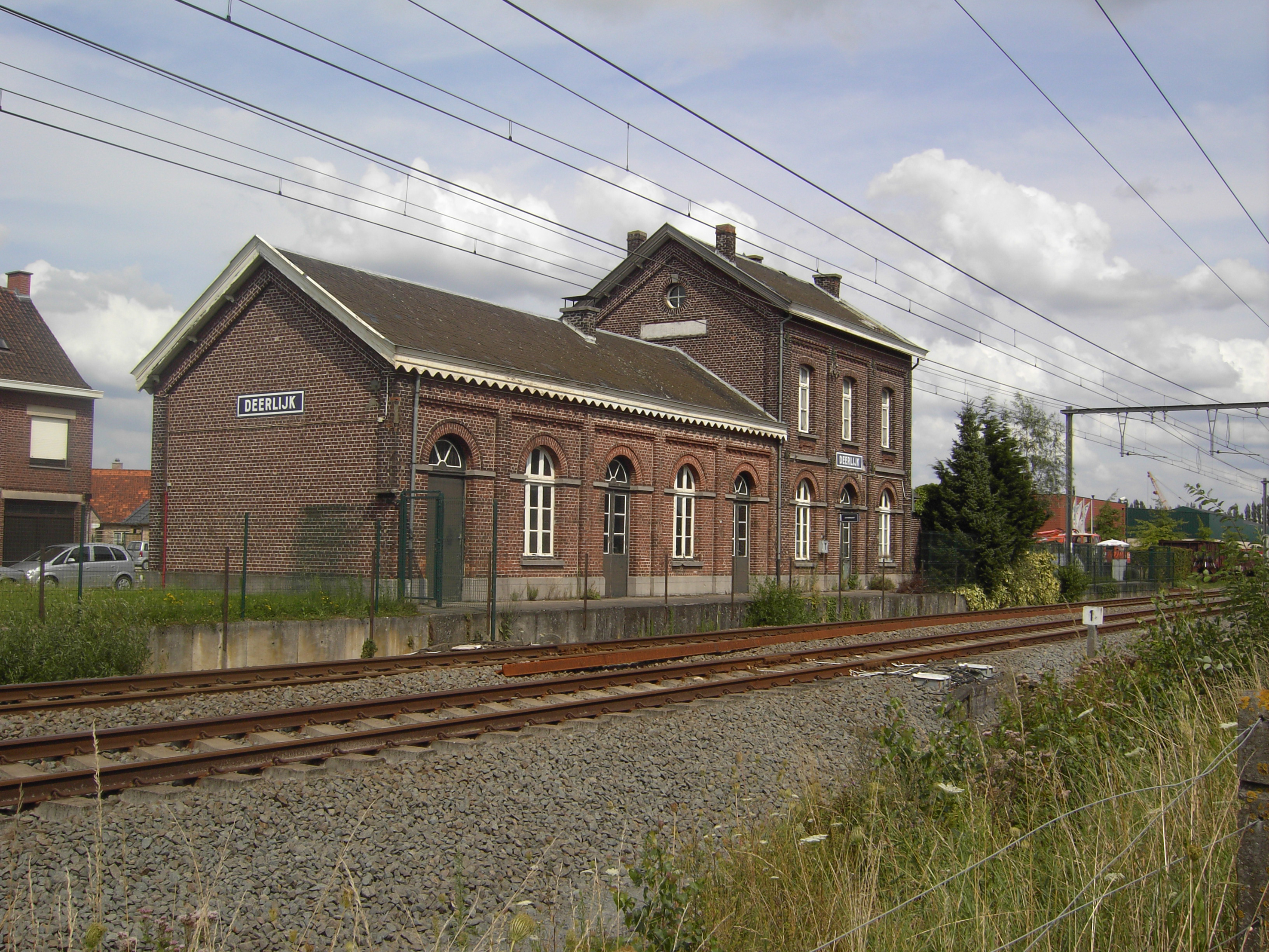
La gare de Deerlijk, fermée aux voyageurs

- Beernem sur la Ligne 50A[107]. Démolie en 2017[108].
- Deerlijk. Construite en 1892 sur la Ligne 89[109]. Fermée en 1984 et conservée comme habitation. Elle a récemment été rénovée[110] en appartements avec une brasserie[111].
- Ekeren sur la Ligne 12[112]. La gare est devenue une simple halte en 1983 et le bâtiment est devenu un espace d’exposition[113]. Le bâtiment est désormais classé[114].
- Forchies-la-Marche sur la Ligne 112A[115]. Fermée en 1984, la gare a été transformée en complexe de logements et a été fortement agrandie en s’inspirant du style d’origine.
- Juslenville sur la Ligne 44[116]. La gare est devenue une simple halte et a été quasi entièrement démolie à l’exception d’un petit morceau de l’aile à toit plat utilisé comme local de service.
- Kalmthout sur la Ligne 12[117]. Construite en 1897, elle est désormais classée mais a perdu son aile à toit plat en 2006 et ses guichets ont fermé en 2013[117]. Elle a été reconvertie en 2017 pour y organiser des escape games[118].
- Leuze-Longchamps (Éghezée) sur la Ligne 142[119]. Elle a été incendiée durant la première guerre mondiale, seuls les murs subsistaient mais fut réparée après le conflit[120] ; le bâtiment existe toujours, transformé en crèche communale et en médiathèque[121].
- Nessonvaux[122] sur la Ligne 37[123]. La gare est devenue une simple halte et le bâtiment a été détruit en 1980[124].
- Ressaix sur la Ligne 108. Fermée en 1984[125] et démolie.

#### Variante à cinq travées à gauche
Ce modèle a uniquement concerné la gare de Fontaine l’Évêque désormais démolie, et pourrait être le résultat d’une conversion reprenant des éléments du plan type 1895 ou bien l’expérimentation d’une autre disposition qui précède le plan type 1895. Elle comporte plusieurs différences notables avec les autres gares de plan type 1881 ainsi qu’avec celles du plan type 1895.
Elle est constituée d’une aile sous bâtière à cinq travées qui sont toutes des fenêtres côté rue et est disposée à gauche du corps central. L’accès des voyageurs se fait par la travée médiane du corps central, flanquée de deux fenêtres. À droite se trouve une aile sous bâtière d’une seule travée occupée par une porte qui était sans doute celle dévolue au logement de fonction du chef de gare. Le pignon de cette aile, qui est prolongée par une aile basse classique, possède un oculus et cette aile est ensuite prolongée par une aile basse à toit plat identique à celles des gares plan type 1881. Le corps central est plus large que les ailes ; est muni de pilastres à bossages et sa toiture semble légèrement plus haute que celle des autres gares type 1881 ; à l'inverse, l'aile servant de salle d'attente ne possède aucun pilastre entre les travées. Il pourrait même s'agir de la conversion par l’État belge d'une gare plus ancienne construite par la Compagnie du Centre.[réf. nécessaire]
Cette gare ferma en 1984 et fut démolie en 1989 après avoir été laissée à l’abandon.

#### Variante à six travées à gauche
Une seule gare, celle de Modave, construite en 1894 et démolie après 1969, fut construite selon ce plan. L’aile sous bâtière possède six travées et l’accès se fait via la seconde travée en partant du corps central. Une porte se trouve sous le pignon de l’aile sous bâtière et donne accès au magasin des colis et bagages.
Une extension de l'aile sous bâtière ajouta trois travées supplémentaires (neuf en tout) et supprima la porte sous le pignon.

#### Variante à sept travées à droite

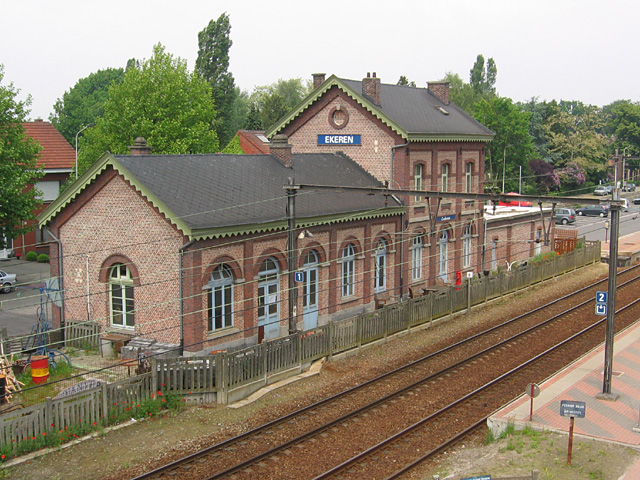
Ces gares possédaient deux travées de plus que la gare d'Ekeren, ici représentée

Les plus grandes de la famille. Six de ces gares furent construites. Une aile sous bâtière de sept travées avec au moins deux accès dont l’emplacement varie selon les gares. Il semble qu’il y en avait initialement deux côté rue au niveau des travées extrêmes.
- Familleureux sur la Ligne 117. Dans les années 1980, la gare est devenue un simple point d’arrêt et le bâtiment a été détruit[132].
- Godarville sur la Ligne 117. La gare est devenue un simple point d’arrêt et le bâtiment a été rénové pour d’autres usages[133].
- Marche-lez-Écaussinnes sur la Ligne 117. La gare est devenue un simple point d’arrêt et le bâtiment a été détruit[134].
- Marchienne-Est à la jonction de la Ligne 119A et de la Ligne 124[135]. Elle est désormais fermée et le site a été intégralement démoli et remanié.
- Messancy sur la Ligne 167[136]. Elle ferme en 1984 et le bâtiment est démoli. Une halte fut réinstaurée sur le site en 2007.
- Seneffe sur la Ligne 141[137]. Elle ferme en 1959 et le bâtiment a été démoli.

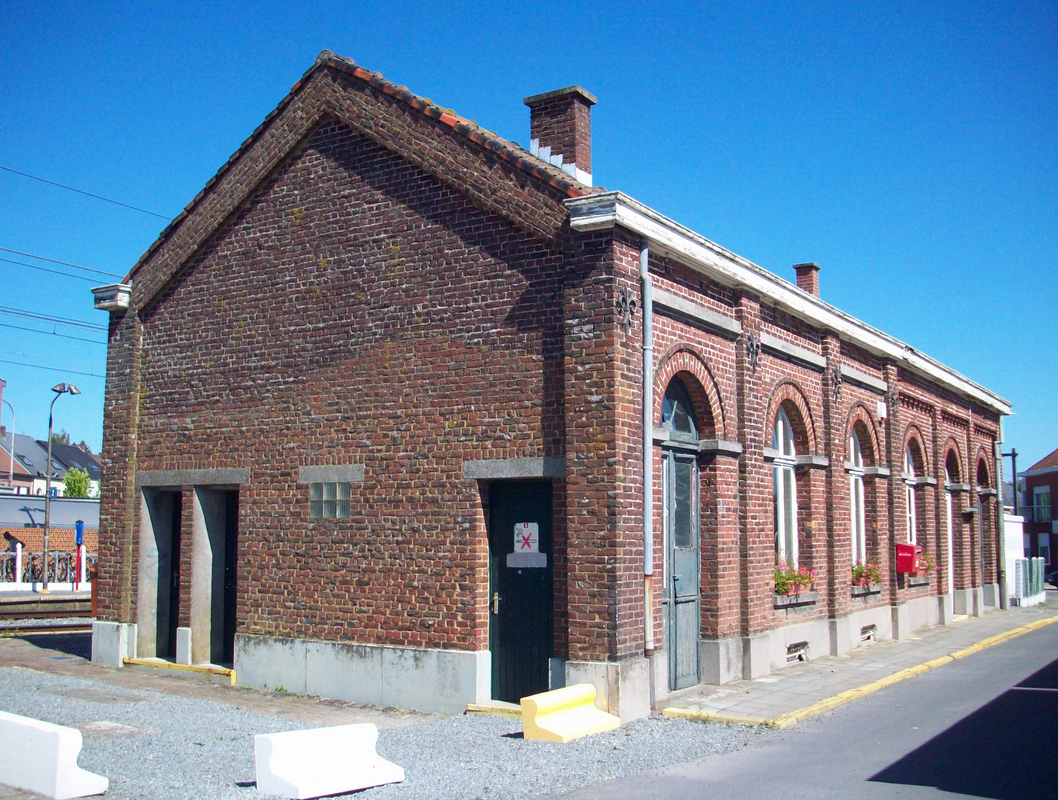
La Gare de Viane-Moerbeke est du plan type 1881 et a perdu son deuxième étage ainsi que l’aile basse qui se trouvait au premier plan.
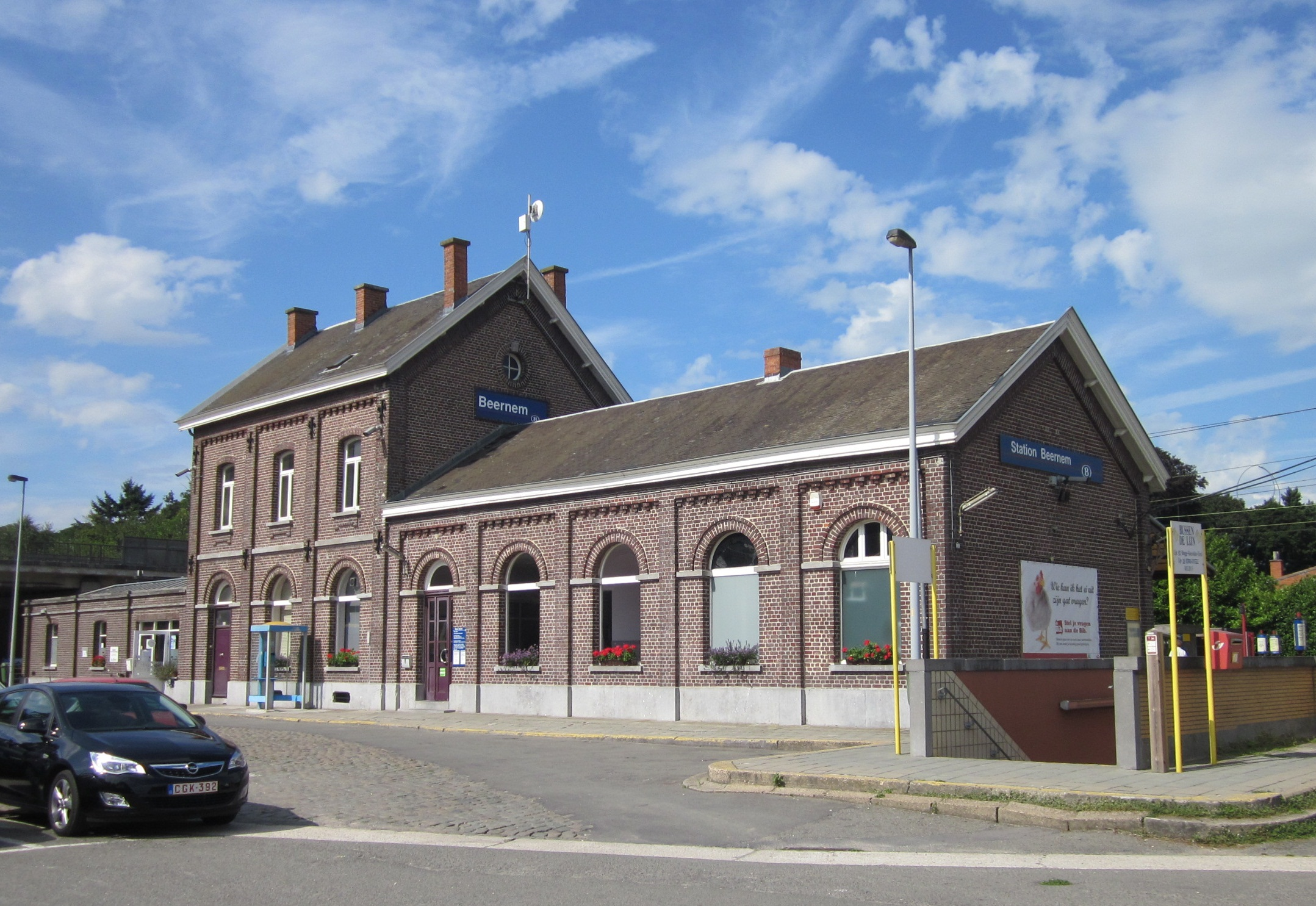
La Gare de Beernem cinq ans avant sa démolition.
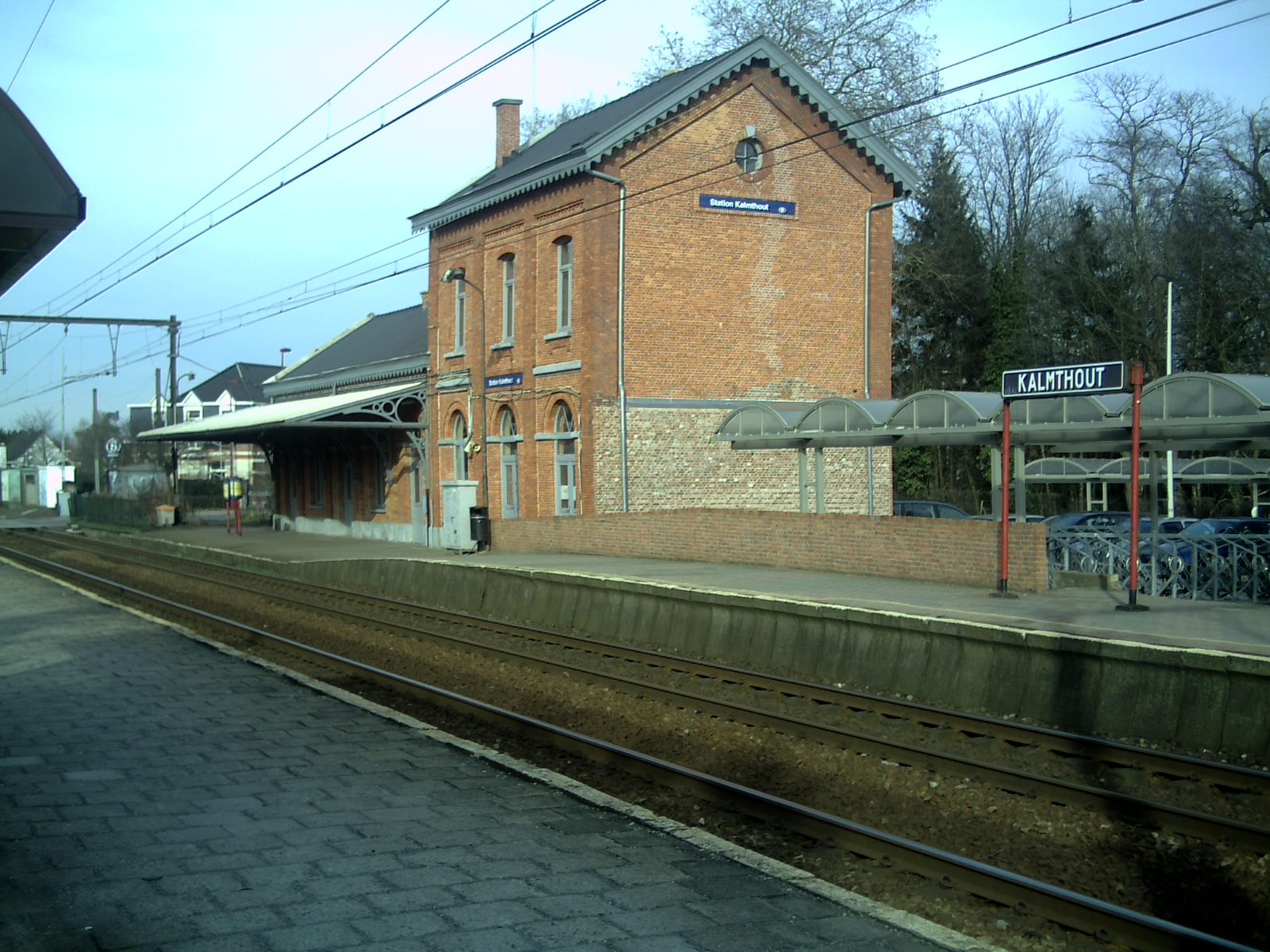
La Gare de Kalmthout qui venait de perdre son aile à toit plat.

## Modélisme
Deux firmes ont réalisé des modèles réduits de gares plan type 1881 à l’échelle HO
- La firme allemande Kibri a réalisé un bâtiment de gare belge inspirée du plan type 1881 et qui reproduit assez fidèlement la variante avec trois travées à droite. Ils ont cependant inversé la disposition des façades de l’aile à toit plat en mettant la cour et les toilettes côté rue[138] ainsi que celle du corps central et ont ajouté deux fenêtres au pignon de l’aile sous bâtière alors que cette dernière possédait généralement un mur aveugle.
- La firme belge Jocadis a réalisé un modèle réduit de la gare de Vonêche qui était une gare plan type 1881 avec l’aile à droite et a également produit un modèle de la gare de Maldegem qui est une gare plan type 1895

La firme belge PB messing modelbouw a produit un kit de superdétaillage en laiton contenant plusieurs éléments (tuiles, marquise, corniches, portes et fenêtres) destinés à compléter le modèle réduit de kibri.
En raison de la grande similarité entre ces gares standards, plusieurs modélistes amateurs ont réalisé des reproductions d’autres gares belges en partant d’un ou plusieurs de ces kits pour reproduire des gares plus grandes.